# Andrzej Domalik
Andrzej Domalik est un scénariste, réalisateur et metteur en scène polonais né le 6 juin 1949 à Góra,. Depuis 2019, il est professeur d'art théâtral.